# Johann von Säxinger

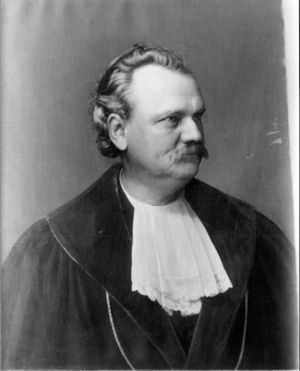
Bildnis des Johann von Säxinger auf einem Gemälde von Eugen Hofmeister, Sammlung Tübinger Professorengalerie

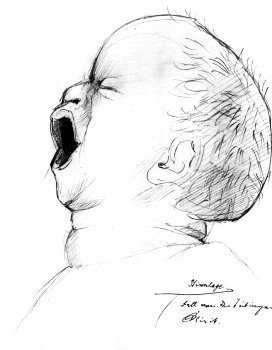
Zeichnung aus einer Vorlesungsmitschrift des Medizinstudenten Weissenstein im Wintersemester 1879/80

Johann Säxinger, ab 1877 von Säxinger, (auch: Saexinger; * 18. Mai 1833 in Aussig; † 30. März 1897 in Tübingen) war ein deutscher Mediziner.

## Leben und Wirken
Johann Säxinger studierte Medizin in Prag und promovierte dort 1859 zum Dr. med. Anschließend war er – ebenfalls in Prag – Assistent des Gynäkologen Bernhard Seyfert (1817–1870) und folgte 1868 einem Ruf an die Eberhard Karls Universität Tübingen als Professor für Geburtshilfe und Direktor der Gynäkologischen Klinik. Von einigen Zeitschriftenbeiträgen abgesehen hat er in Josef von Maschka's Handbuch der gerichtlichen Medizin die Abschnitte Schwangerschaft und Geburt, Kunstfehler der Ärzte sowie Fruchtabtreibung und Abort bearbeitet.
Im Rahmen der Aufhebung des Wundarztberufs in Württemberg gab es zahlreiche Anträge von Wundärzten auf eine Verschiebung der chirurgischen und geburtsärztlichen Prüfung. Säxinger setzte sich bei der württembergischen Regierung dafür ein, weitere Zugeständnisse zu erwirken, die es den Wundärzten ermöglichten, sich auf die Prüfung vorzubereiten.
Der Arzt und Lyriker Edgar Kurz ließ sich in den 1870er Jahren von Johann von Säxinger zum Gynäkologen ausbilden.

## Ehrungen und Auszeichnungen
1877 wurde er mit dem Ritterkreuz erster Klasse des Ordens der Württembergischen Krone ausgezeichnet, welcher mit dem persönlichen Adelstitel (Nobilitierung) verbunden war.
1887 wurde er zum Mitglied der Deutschen Akademie der Naturforscher Leopoldina gewählt.

## Schriften
- Über spontane Gasentwicklung in eitrigen Exsudaten. 1876.
- Über Verschlingung der Nabelschnüre bei Zwillingen, Doktorarbeit 1890.
- Ein Fall von Fibroma molluscum der Vulva, Tübingen, 1893, 18 Seiten.
- Die Störungen der Nachgeburtsperiode mit besonderer Berücksichtigung der Placenta accreta, Tübingen, 1893, 39 Seiten.